# Daniel Alberto
Pour les articles homonymes, voir Alberto.
Daniel Alberto est un footballeur professionnel argentin, né le 10 avril 1956.

## Biographie
Il commence sa carrière de joueur au CA Independiente, avant de s'envoler pour l'Europe.
Il passe la plus grande partie de sa carrière dans les Championnats Français, tout d'abord en 2e division au Paris FC, puis rapidement dans l'élite au Racing Club de Lens, puis au FC Rouen. À la suite des descentes successives de ce dernier, il signe au Stade lavallois alors en D1, mais ne peut éviter la relégation du club mayennais. Défenseur central sobre, efficace et expérimenté, il était, par ailleurs, peu expansif et d'une grande courtoisie.
Il s'engage au Nîmes Olympique qui a pour ambition la remontée en 1re div, mais n'y reste qu'une seule année avant de terminer sa carrière au FC Tours.

## Palmarès
- Copa Interamericana
  - Vainqueur : 1976 avec le CA Independiente

- Championnat d'Argentine
  - Vice-champion : 1977 (métro.) avec le CA Independiente